# قلعة صيدا البحرية

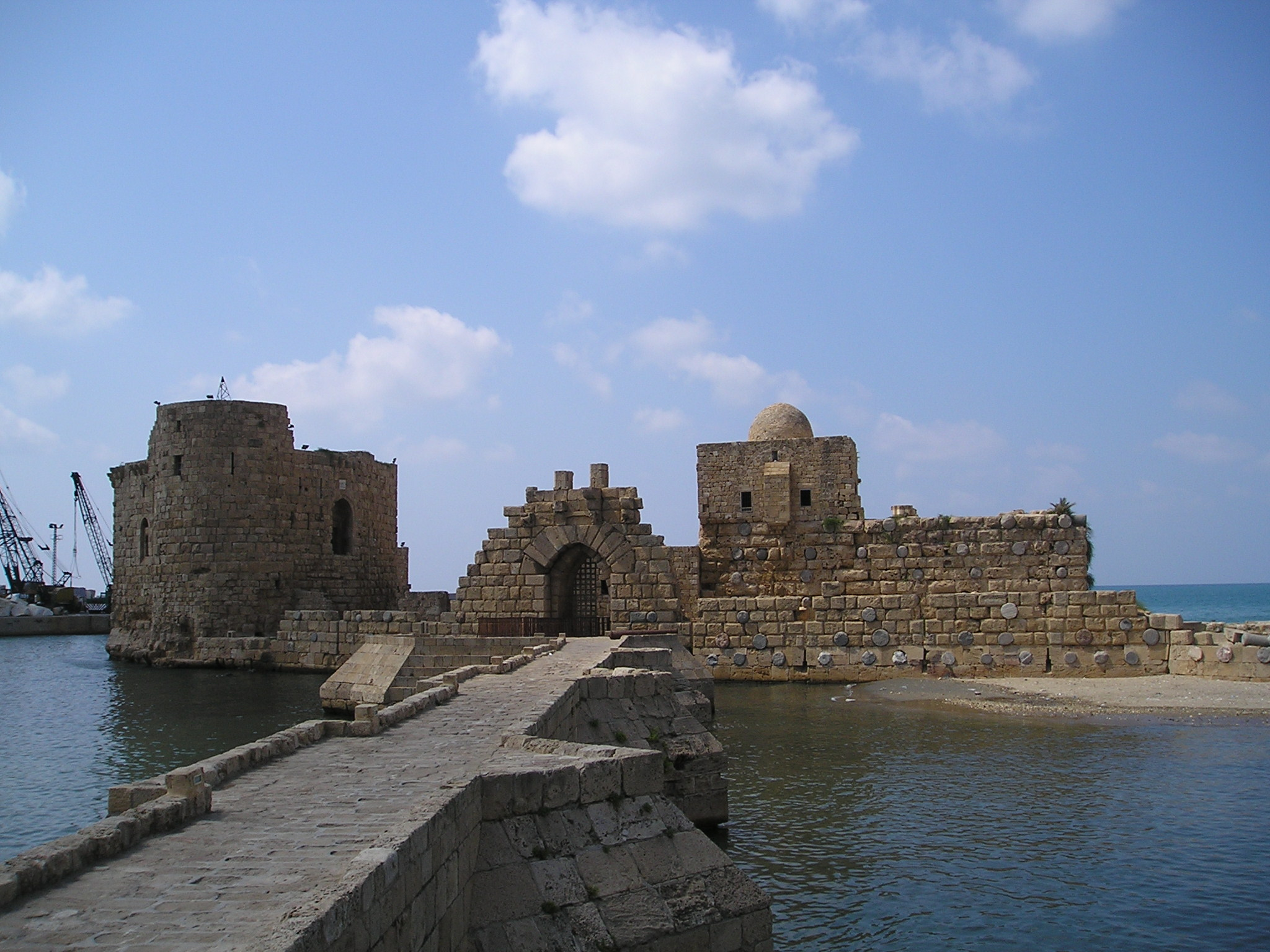
قلعة صيدا البحرية من ناحية البر

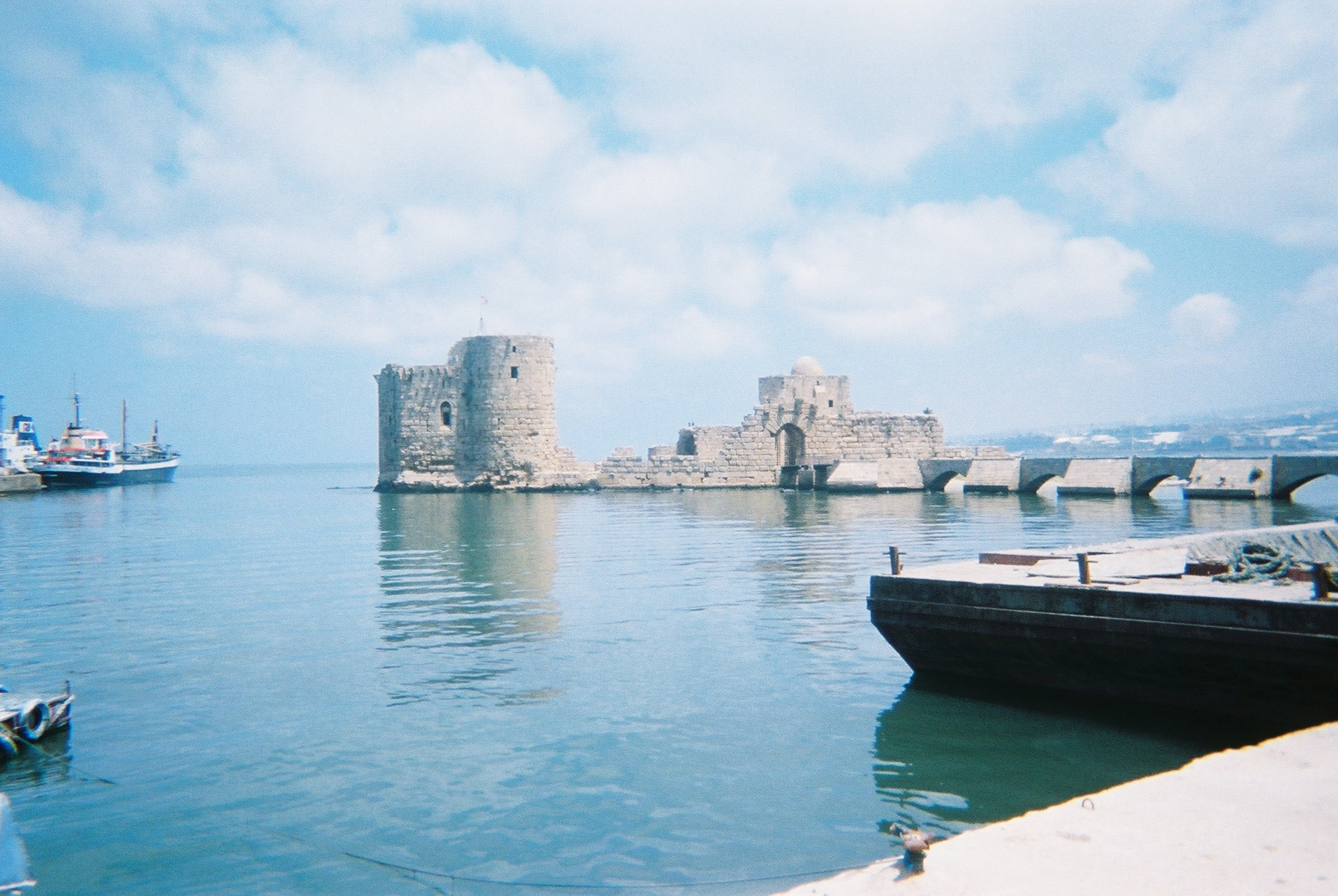
قلعة صيدا

قلعة صيدا هي قلعة بناها الصليبيون على جزيرة في مدينة صيدا اللبنانية عام 1228م وتبعد حوالي 80 مترا من الشاطئ، ويربطها به جسر صخري مبني على تسع قناطر. ويعتقد أنه شيد مكان معبد فينيقي مخصص لعبادة الإله ملكرت بسبب النقوش على الحجارة التي استعملت في بناء القلعة.
والقسم الشرقي من القلعة كان مركزها الرئيسي وهو عبارة عن برج كبير له عدة بوابات من الجهة الجنوبية لا تزال بقاياها ظاهرة وبوابة واحدة من جهة الشرق لا تزال قائمة ويبلغ طول هذا البرج 27 وعرضه 21 متراً بناؤه ضخم سميك الجدران كالسور الخارجي استعمل في بنائه أعمدة من الغرانيت.
ويزين مدخل القلعة أحجار سوداء منحوتة، ويقع داخلها مسجد بناه الأشرف صلاح الدين خليل، وجدده الأمير فخر الدين.

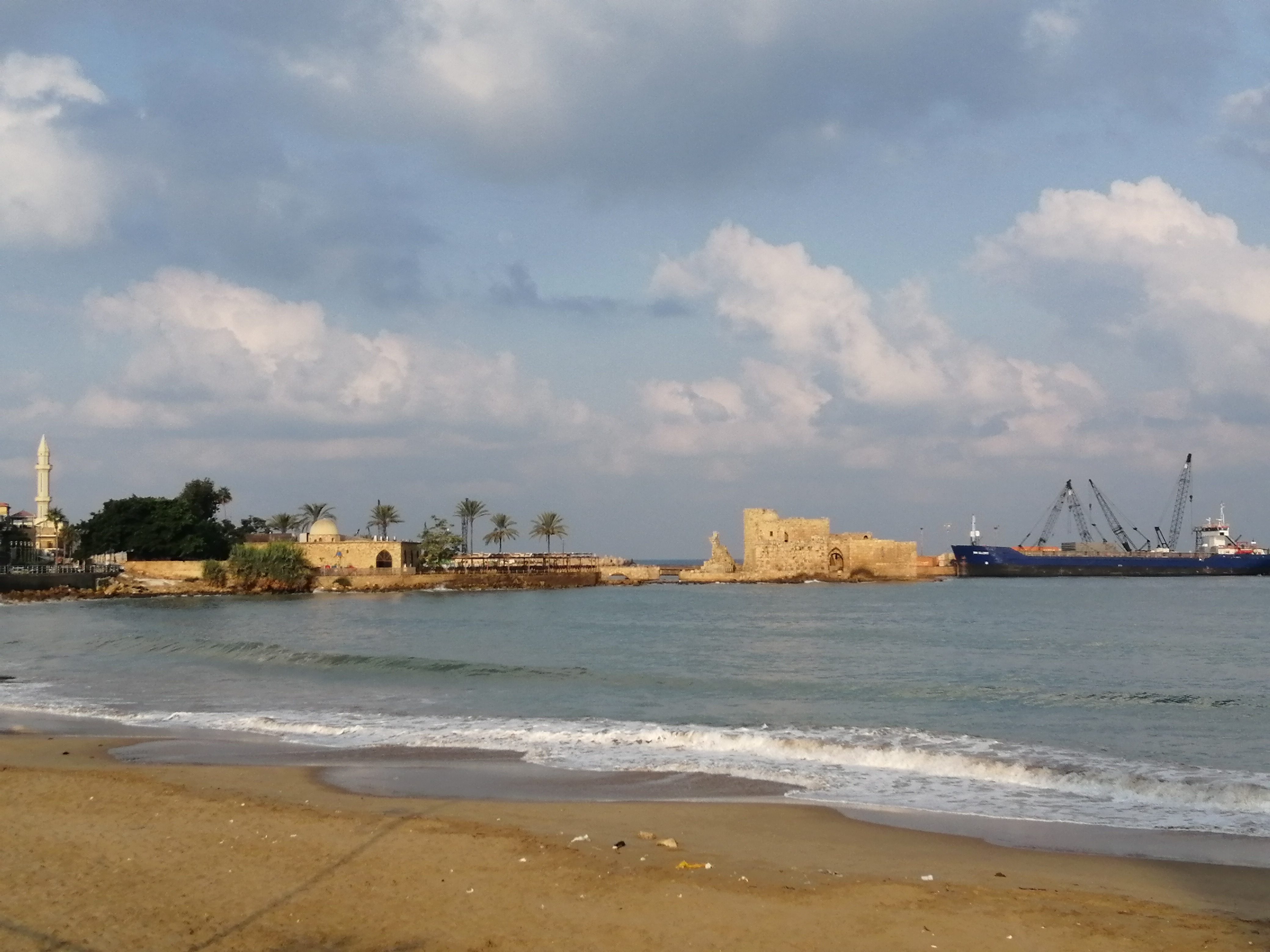
القلعة البحرية في صيدا

## معرض صور

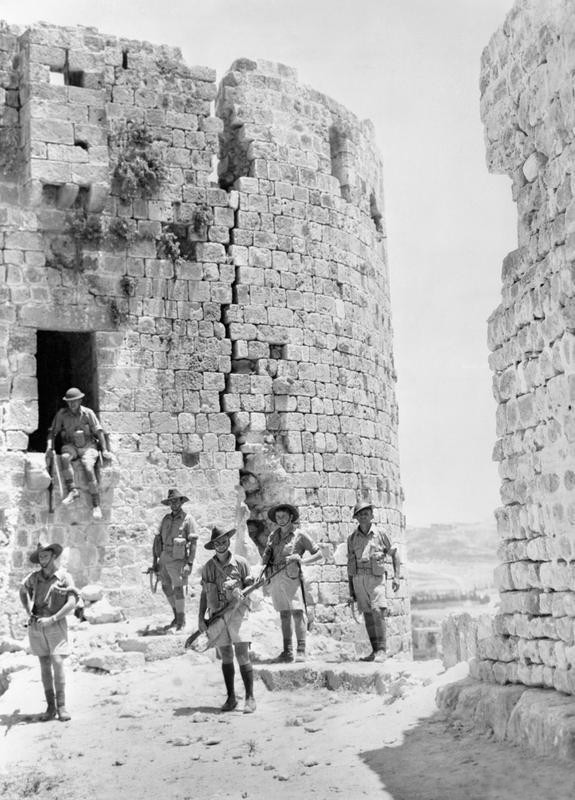
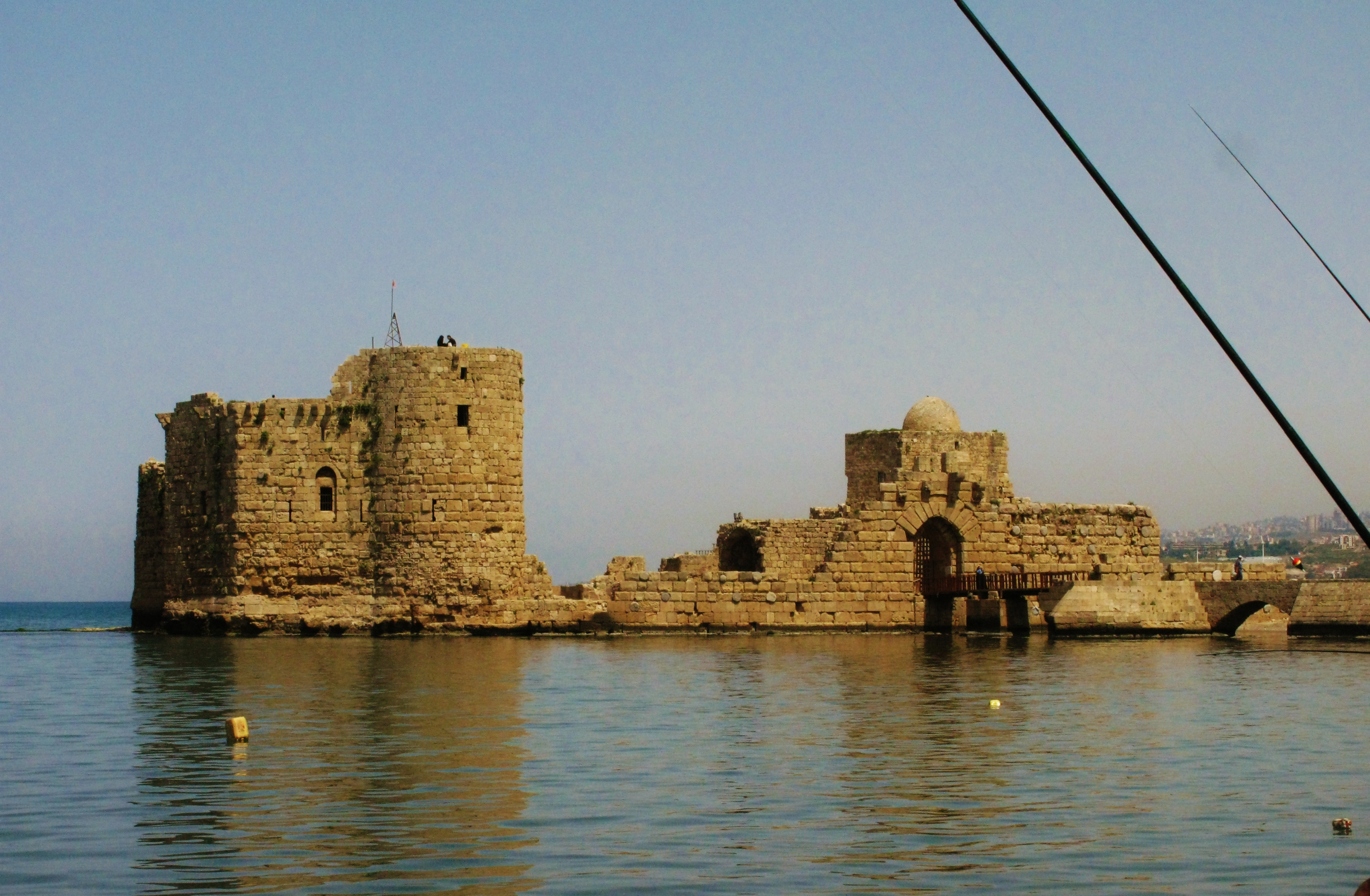
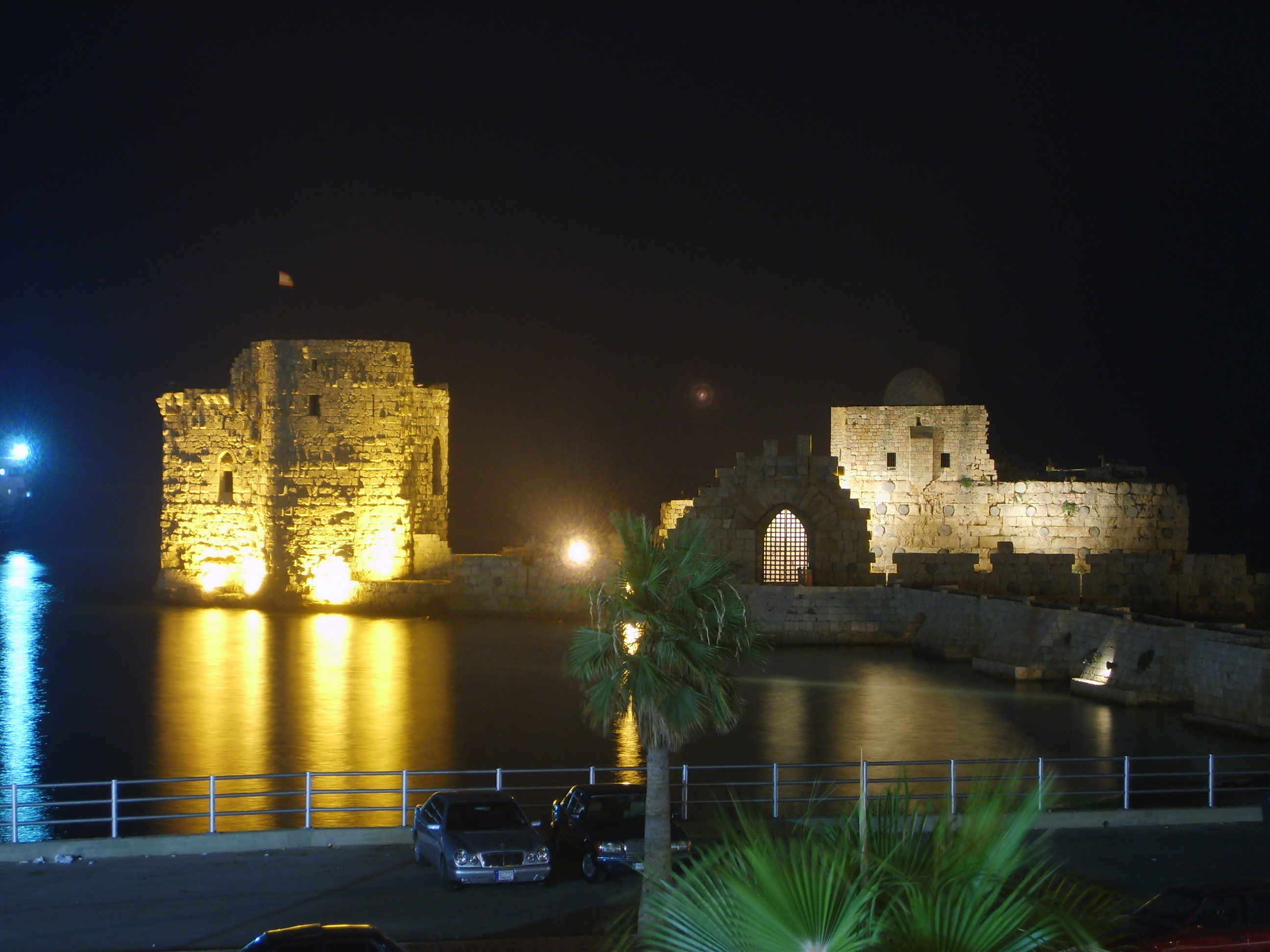